# Macayepo
Macayepo  es un centro poblado bajo jurisdicción del municipio de El Carmen de Bolívar, en el departamento colombiano de Bolívar. Hace parte de la región de los Montes de María. Está situada en la llamada Alta Montaña Montemariana a una distancia de 35 km de la cabecera municipal y a 15 km de la Troncal del Caribe. 
Limita al occidente con el municipio San Onofre (Sucre), al oriente con el centro poblado Lázaro, al sur con el Municipio Chalán y Colosó (Sucre), al norte con el centro poblado Santo Domingo de Meza.

## Características generales

### Topografía
Macayepo presenta en su extensión territorial zonas montañosas y onduladas típico de los Montes de María. En ella se encuentra diferentes quebradas y arroyos (Cuenca del Morrosquillo) que desciende de la Cuchilla de Cansona y otros accidentes geográficos.

### División Territorial
Además, del centro poblado Macayepo. Tiene bajo su área de influencia las veredas: Arroyo de Venado, Cacique, El Cauca, El Cielo, El Limón, El Pavo, El Tigre, Floral, Jojancito, Los Deseos, Verruguita.

### Climatología y temperatura
El clima que se da en Macayepo es un clima tropical con lluvias regulares entre abril, julio, septiembre y noviembre. La humedad es de alrededor del 70% y la temperatura promedio es de 25 °C, estas condiciones son típicas de las sabanas de Bolívar.

## Economía local
En la actualidad la economía local de Macayepo de basa en la agricultura con la siembra y producción de Ñame Espino, Ñame Diamante, Ñame Criollo, Aguacate, Maíz y variedad de frutas.

## Sitios turísticos
Las Pozas de Macayepo, es un balneario de las quebradas que atraviesa el corregimiento.

## Historia
A la llegada de los españoles al territorio, la región de los Montes de María, estaban habitados por la nación malibúes, que al parecer tenían un activo comercio con los zenúes que habitaban mucho más al sur. Las estribaciones de los montes de María, donde hoy se asienta el centro poblado Macayepo, estaban habitados por los indios one o macayas, emparentados con los zenúes. De vez en cuando los españoles e indígenas se internaban en la serranía para extraer el bálsamo de Tolú, de un árbol muy común en la región, estas incursiones generalmente partían de las encomiendas de One Yuman y One Macaya (Macayepo). La situación de abandono fue aprovechada por personas libres, que se asentaron de manera dispersa en la región para escapar del sistema fiscal colonial. Hasta el establecimiento de la Villa del Carmen.
El 14 de octubre del año 2000 ocurrió la Masacre de Macayepo fue una masacre ejecutada por la organización armada ilegal de extrema derecha conocida como Autodefensas Unidas de Colombia (AUC) en el centro poblado donde fueron asesinados 66 campesinos y cerca de 246 familias fueron desplazadas de su territorio.
Después de este acontecimiento, Macayepo quedó mayormente solo. En 2004, muchas familias regresaron, según ya que no se pudieron acostumbrar a la sociedad Sincelejana. Pero ante de esto, diversos líderes sociales visitaron a cada familia y les hablamos de la ‘Seguridad democrática’, con la cual el Estado estaba dispuesto a garantizarnos la seguridad. La Armada Nacional se puso al frente de la seguridad del centro poblado, volvieron a pesar de uno u otro hostigamiento. Los campesinos encontraron el pueblo invadido por la maleza, pero resolvieron sembrar maíz por toda partes, hasta recoger seis toneladas, además de los sembrados de ñame que habían abandonado en las rozas de centro poblados y veredas vecinas como Lázaro.

## Festividades
- Fiestas del Retorno: Se celebra cada 21 de diciembre.